# Anu una
Anu una är en tvåvingeart som beskrevs av Thompson 2008. Anu una ingår i släktet Anu och familjen blomflugor. Inga underarter finns listade i Catalogue of Life.